# Benjamim Sabby
Benjamim Mayingue Sabi Alexandre, conhecido como Benjamim Sabby (Luanda, 29 de junho de 1974), é um artista plástico, curador, produtor e gestor cultural angolano. Atuante desde a década de 1990, destaca-se pela sua produção em pintura, fotografia e instalação, além de ter desempenhado papéis importantes na promoção da cultura angolana no Brasil e na curadoria de exposições em Angola e no exterior. 
Formação Acadêmica
Sabby é Mestre em Estudos Artísticos – Estudos Museológicos e Curatoriais pela Faculdade de Belas Artes da Universidade do Porto, em Portugal. É licenciado em Ciências da Educação, com especialização em Sociologia, pelo Instituto Superior de Ciências da Educação (ISCED) em Luanda, e formado como Técnico Médio em Artes Plásticas pela Escola Nacional de Artes Plásticas, também em Luanda. 
Carreira
Iniciou sua trajetória artística na década de 1990 e passou a atuar como curador a partir de 2006. Entre 2017 e 2024, foi diretor da Casa de Angola na Bahia e adido cultural da Embaixada de Angola no Brasil, cargos nos quais promoveu ações de intercâmbio cultural e divulgação da cultura angolana em território brasileiro. 
É membro da União Nacional dos Artistas Plásticos de Angola (UNAP), tendo sido também consultor e curador da II Trienal de Luanda e curador do SIEXPO – Salão Internacional de Exposições de Arte de Luanda. Atuou como jurado do Prémio Cidade de Luanda de Artes Plásticas nas edições de 2007 e 2008. 
Premiado com o Prémio Cidade de Luanda em pintura em 1999 e recebeu Menção Honrosa EnsaArte em 2000. 
Participa em exposições coletivas e individuais desde 1997, tanto em Angola quanto em vários países (Brasil, Portugal, Alemanha, Cuba, Argélia, Espanha, Bulgária, Macau). 
Obra Artística
O trabalho de Benjamim Sabby é marcado pela fusão entre o realismo urbano e a simbologia cultural angolana. Utiliza frequentemente cenas do cotidiano urbano, transformando objetos como caixas de engraxadores, carros de roboteiros e bancos de kinguilas em suportes artísticos. Esses elementos são utilizados como forma de dar visibilidade simbólica a trabalhadores informais, os quais o artista define como “Novos Heróis Urbanos”. 
Sua arte também carrega forte carga autobiográfica e memorialista, incorporando objetos e fatos ligados às suas experiências pessoais. Nas suas exposições, recorre à mistura de pintura, fotografia e instalação, muitas vezes com autorretratos e peças que evocam memórias individuais e coletivas. Entre os seus projetos expositivos destacam-se: 
- Luanda's Dreams (2010)

- Mambos Urbanos (2014)

- Registos Partilhados (2017)

Participou no projeto Blue Arte, criando obras exclusivas para a iniciativa junto a outros artistas angolanos. 
Tem obras em capas de livros como Geração da Utopia (Pepetela), De Gravata (Carmo Neto), Exclusão Social em Angola (Paulo de Carvalho) e outros. 
Coleções  
Tem obras em colecções particulares em Instituições em Angola e no estrangeiro, onde se destacam, colecção: Sonangol, BFA - Banco de Fomento Angola, Sonils (do grupo Sonangol), Angola Telecom, REFRIANGO – Luanda – Angola, Cinemateca Nacional, Governo Provincial de Luanda, BP Amoco, Embaixada de Angola na Servia e Montenegro, ENSA – Empresa de Seguros de Angola, Cabinda Golf Oil Company – Angola, CUCA BGI – Luanda – Angola, Fundação PLMJ – Lisboa – Portugal, Banco Caixa Geral Totta – Luanda – Angola, Embaixada de Angola na República Popular da China, Consulado de Angola em Macau, MUNCAB – Museu Nacional de Cultura Afro-Brasileira, Salvador – Brasil, entre outras. 
Atuação como Curador

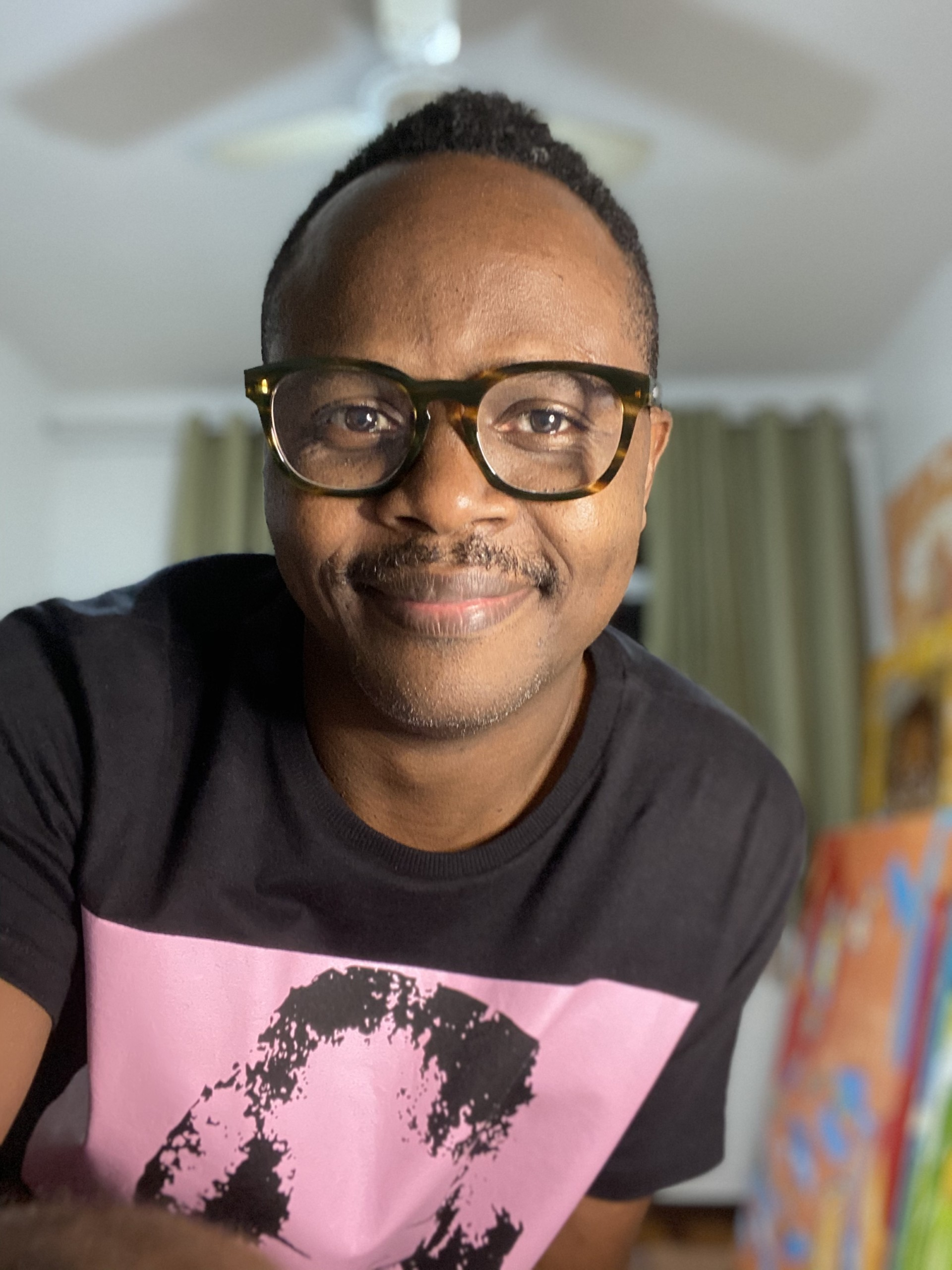
Benjamim Sabby

Como curador independente, organizou diversas exposições desde 2007, destacando-se trabalhos de Van, Ana Silva, Marco Kabenda, António Gonga, Paulo Kussy, Mário Tendinha, Miguel Dafranca, Álvaro Macieira e projectos coletivos com artistas como Angel Ihosvanne, Délio Jasse, Francisco Hamilton Babu, Januário Jano, Lino Damião, Maura Faria e outros. 
1. ↑  «Benjamim Sabby». Rede Angola - Notícias independentes sobre Angola. Consultado em 2 de agosto de 2025
2. ↑  «Benjamim Sabby». Rede Angola - Notícias independentes sobre Angola. Consultado em 2 de agosto de 2025
3. ↑  «Benjamim Sabby - Artists - Collection - PLMJ Foundation». Fundação PLMJ (em inglês). Consultado em 2 de agosto de 2025
4. ↑  «Benjamim Sabby - Artists - Collection - PLMJ Foundation». Fundação PLMJ (em inglês). Consultado em 2 de agosto de 2025
5. ↑  Direção (16 de março de 2017). «Benjamim Sabby expõe mais uma vez no Centro Cultural Português em Luanda». e-Global. Consultado em 2 de agosto de 2025
6. ↑  Direção (16 de março de 2017). «Benjamim Sabby expõe mais uma vez no Centro Cultural Português em Luanda». e-Global. Consultado em 2 de agosto de 2025
7. ↑  «Benjamim Sabby». Rede Angola - Notícias independentes sobre Angola. Consultado em 2 de agosto de 2025
8. ↑  «Benjamim Sabby». Rede Angola - Notícias independentes sobre Angola. Consultado em 2 de agosto de 2025